# Xã Harrisville, Michigan
Xã Harrisville (tiếng Anh: Harrisville Township) là một xã thuộc quận Alcona, tiểu bang Michigan, Hoa Kỳ. Năm 2010, dân số của xã này là 1.348 người.